# گروه موسیقی زمستان‌های خام

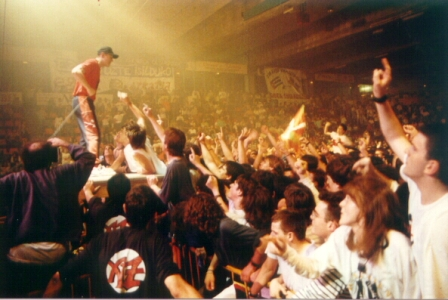

گروه موسیقی زمستان‌های خام (Negu Gorriak) یک گروه موسیقی آلترناتیو اسپانیایی بود که در سال ۱۹۹۰ در استان گیپوسکوا (منطقه خودموختار باسک) تأسیس شد. تاثیر او در توسعه راک هم در منطقه خودموختار باسک و هم در بقیه اسپانیا و فرانسه بسیار زیاد بوده‌است. آنها به عنوان یکی از "مهم‌ترین گروه‌های راک اسپانیایی دهه نود توصیف شده‌اند.